# Tharra kirkaldyi
Tharra kirkaldyi är en insektsart som beskrevs av Rauno E. Linnavuori 1960. Tharra kirkaldyi ingår i släktet Tharra och familjen dvärgstritar. Inga underarter finns listade i Catalogue of Life.